# Nguyễn Hữu Thụ
Nguyễn Hữu Thụ (1926 – 2013) là nhà cách mạng và chính khách Việt Nam, Ủy viên Trung ương Đảng Cộng sản Việt Nam khóa IV (Dự khuyết), Ủy viên Trung ương Đảng Cộng sản Việt Nam khóa V, Chủ tịch Ủy ban Hành chính tỉnh Hà Đông, Bí thư Tỉnh ủy, Chủ tịch UBND tỉnh Hà Tây (cũ), Bí thư Tỉnh ủy Hà Sơn Bình, Chánh Văn phòng Trung ương Đảng, Bộ trưởng Tổng thư ký Hội đồng Bộ trưởng, Phó Trưởng ban Kinh tế Trung ương.
Ông sinh ngày 15-1-1926, quê quán làng Hòa Mỹ, xã Hồng Minh, huyện Phú Xuyên, tỉnh Hà Tây (nay là huyện Phú Xuyên, Tp Hà Nội), trú quán tại số nhà 7, lô A1, khu 7, 2ha, phường Yên Hòa, quận Cầu Giấy, thành phố Hà Nội.

## Quá trình hoạt động cách mạng
Ông là cán bộ tiền khởi nghĩa; sau đó giữ các cương vị tại tỉnh Hà đông: Ủy viên Ban Chấp hành Đảng bộ tỉnh Hà đông, Phó Chủ tịch Ủy ban Hành chính tỉnh (1959 - 1963); Phó bí thư tỉnh ủy - Chủ tịch Ủy ban Hành chính tỉnh (1963 – 1965).
Khi hai tỉnh Hà đông và Sơn Tây sáp nhập thành tỉnh Hà Tây năm 1965 ông giữ chức Phó bí thư Tỉnh ủy - Chủ tịch Ủy ban Hành chính tỉnh Hà Tây.
Năm 1976 khi hai tỉnh Hà tây và Hòa bình sáp nhập ông giữ chức Bí thư Tỉnh ủy tỉnh Hà Sơn Bình cho đến năm 1982.
Tại Đại hội Đảng IV năm 1976 ông được bầu làm Ủy viên dự khuyết Ban Chấp hành Trung ương Đảng và trở thành Ủy viên chính thức Ban Chấp hành Trung ương Đảng tại Đại hội Đảng V (1982).
Ông cũng là Đại biểu Quốc hội các khóa II, III, IV, V, VI; Ủy viên Ủy ban Kế hoạch Ngân sách Quốc hội khóa IV (1971) 
Sau đó ông giữ chức Chánh Văn phòng Trung ương Đảng (1982 – 1984); nguyên Bộ trưởng, Tổng Thư ký Hội đồng Bộ trưởng (1982 đến 1984); Phó trưởng Ban Kinh tế Trung ương;
Ông đã từ trần hồi 23h15 ngày 11-4-2013 (tức ngày 2 tháng 3 năm Quý Tỵ) tại Hà Nội, hưởng thọ 88 tuổi, an táng tại Nghĩa trang Mai Dịch, Hà Nội..

## Khen thưởng
Ông được Nhà nước tặng thưởng Huân chương Kháng chiến chống Pháp hạng Nhì, Huân chương Kháng chiến chống Mỹ cứu nước hạng Nhất; Huân chương Độc lập hạng Nhất; Huy hiệu 40 năm, 50 năm, 65 năm tuổi Đảng;